# Bernhard Meurl von Leombach
Bernhard Meurl von Leombach (* 1452; † 27. Januar 1526) war ein deutscher Geistlicher und Weihbischof in Passau.

## Leben
Meurl wurde 1452 als ältester Sohn des Leonhard Meurl von Leombach und dessen erster Ehefrau Maria von Albrechtsham geboren. Er studierte an der Universität Wien und war Dekan in Freistadt im Mühlviertel. Am 4. Mai 1496 zum Titularbischof von Libaria (in Asia minor) und Weihbischof in Passau ernannt, nahm er am 15. Februar 1506 mit Bischof Wiguleus Fröschl von Marzoll an der Erhebung der Gebeine des hl. Leopold in Klosterneuburg teil. 1522 wurde er Propst des Kollegiatstiftes St. Salvator in Passau-Ilzstadt. Er starb 1526 und wurde im Passauer Domkreuzgang begraben. Sein Hirtenstab, datiert 1523, befindet sich im Diözesanmuseum Passau.